# Contea di Dublino
Dublino (in irlandese Contae Bhaile Átha Cliath) è una delle trentadue contee tradizionali dell'Irlanda. Al suo interno, come suggerisce il nome, è situata la capitale irlandese Dublino.
Dal 1994 ha soltanto valenza culturale (per attività sportive e tradizionali) in quanto è stata divisa in tre contee amministrative moderne: Dún Laoghaire-Rathdown, Fingal e South Dublin, nonché la città di Dublino che è amministrata autonomamente.
Si parla recentemente di Dublin Region (Réigiúin Átha Cliath) per identificare il territorio della vecchia contea, o anche Dublin Regional Authority, una delle 8 autorità regionali a fini statistici istituite nel 1991 dal NUTS.

## Toponomastica e araldica civica
Il nome della contea derivi da quello della città, ovvero dal vichingo Dubh Linn, che significa "pozza nera". Il nome della contea in gaelico (e anche della città) è però Áth Cliath, che significa "guado dei graticci", in quanto Dubh Linn era un piccolo villaggio antecedente non propriamente coincidente con l'attuale capitale irlandese.
I colori sportivi e culturali della contea sono il celeste e il blu scuro.
Lo stemma della contea di Dublino è formato da uno scudo giallo o ocra nel quale è ben evidente un corvo su una staccionata. Il corvo era un simbolo ricorrente fra le popolazioni vichinghe, che per prime fondarono un insediamento nel luogo, mentre la staccionata richiama il nome gaelico del luogo ("guado dei graticci"). Il corvo è stato ripreso nello stemma della contea di Fingal.
Il motto della contea è traducibile, dal gaelico, approssimativamente come l'azione d'accordo con la nostra parola.

## Scioglimento
Dublino è situata nella costa centro-orientale dell'Irlanda, nella provincia del Leinster.
L'area ebbe uno status di contea fino alla sua dissoluzione avvenuta nel 1994, quando la Section 9 Part 1(a) della legge Local Government (Dublin) Act, 1993 dichiarò che dal 1º gennaio 1994 the county shall cease to exist ("la contea avrebbe cessato di esistere"). Al tempo la decisione fu una risposta al parere del Consiglio Europeo che evidenziava come l'Irlanda fosse la nazione più centralizzata nell'Unione europea, con il risultato che una singola contea per Dublino e circondario fosse ingestibile e anti-democratica per una prospettiva di Governo locale. La contea fu quindi formalmente abolita e rimpiazzata da quattro nuove figure amministrative, ovvero la città di Dublino e le contee di Dún Laoghaire-Rathdown, di Fingal e South Dublin. Il Governo mostrò segni di paura per la portata della legge che era passata, paura che trovò la sua palesazione più evidente in una nota dichiarazione del TD Avril Doyle nel Dáil Éireann il 3 novembre 1993, quando dichiarò "The Bill before us today effectively abolishes County Dublin. I am not sure whether Dubliners realise that that is what we are about today, but in effect that is the case" ("L'atto dinanzi a noi oggi effettivamente abolisce la contea di Dublino. Non sono sicura se la gente di Dublino abbia idea di cosa stiamo facendo oggi, ma in effetti questa la situazione").

## Conseguenze
Attualmente, varie organizzazioni, agenzie di stato e squadre sportive continuano ad operare con riferimento ad una "County Dublin". Di conseguenza, esiste molta confusione sulla legittimità delle nuove contee - sebbene siano addirittura investite di riconoscimento legale specifico, unica situazione del genere nella Repubblica d'Irlanda.  Al contrario il termine County Dublin non appare in alcun atto normativo, mentre per riferirsi al vecchio territorio della contea appare il termine "Dublin Region", precisamente nel Local Government Act, 1991 (Regional Authorities) (Establishment) Order, 1993, termine usato ufficialmente anche dalle nuove entità. Ultimamente ha trovato diffusione anche il termine Greater Dublin Area, che identificherebbe il territorio della "Dublin Region" e delle contee circostanti, ovvero Kildare, Meath e Wicklow, ma che tuttavia non ha trovato nessun riconoscimento ufficiale e, anzi, ha generato altre confusioni. Il censimento del 2002 ha registrato che la popolazione totale della Dublin Region era di 1.122.821 persone, ovvero il 28% della popolazione nazionale.

## Amministrazioni locali
Il Dublin City Council è esistito da sempre, precedentemente chiamato Dublin Corporation, come county borough. Le varie divisioni nella Dublin Region sono ora queste:

## Cultura

### Sport
Data l'alta popolazione concentrata nella regione, l'attività sportiva è diffusissima e occupa gran parte dell'importanza nazionale. Nel campionato di calcio irlandese circa la metà delle squadre sono di Dublino e circondario, tra le tante i Bohemian F.C., lo Shelbourne F.C. e gli Shamrock Rovers. In capitale è situato anche lo stadio Lansdowne Road, che ospita le gare casalinghe della nazionale di calcio irlandese e di quella di rugby, oltre che il Croke Park dove si svolgono le finali delle competizioni di GAA. Per quel che riguarda questi sport, ovvero hurling, calcio gaelico e camogie, la contea gioca ancora unita e, fatto curioso, il suo stemma riunisce gli elementi di tutte e quattro le nuove entita amministrative.

## Città, località e sobborghi dell'area
- Dublino
- Balbriggan
- Blanchardstown
- Castleknock
- Clondalkin
- Clonskeagh
- Clontarf
- Coolock
- Crumlin
- Dalkey
- Donabate
- Drumcondra
- Dundrum
- Dún Laoghaire
- Harold's Cross
- Howth
- Killiney
- Lucan
- Lusk
- Malahide
- Mulhuddart
- Palmerstown
- Portmarnock
- Portrane
- Rathcoole
- Rathfarnham
- Rathgar
- Rathmines
- Rush
- Saggart
- Sandyford
- Skerries
- Stillorgan
- Swords
- Tallaght
- Templeogue
- Terenure